# 悪代官 (ゲーム)
『悪代官』（あくだいかん）は、 2002年8月8日にグローバル・A・エンタテインメントから発売されたPlayStation 2用コンピュータゲーム、及びその続編を含むシリーズ名称。

## 概要
本シリーズにおいては、フィクションの時代劇では悪役として扱われる悪代官が主人公の立場になっており、一方の遠山の金さんや水戸黄門などといった正義の味方は倒すべき敵キャラクターとして登場する。
プレイヤーは、悪徳商人からの賄賂を元手に、罠を仕掛けたり用心棒を雇ったりして、正義の味方を返り討ちにする。用心棒や悪代官の手持ちの武器だけで正義の味方を撃退することは難しく、屋敷内に多数の罠を仕掛け、罠の特性を考えて連携(コンボ)して利用することが基本となるため、影牢や蒼魔灯と同系統のゲームであると認知されることもある。
各ステージの合間には悪役商会の千本松喜兵衛が悪代官役として主演する実写ムービーが用意されている。ただし、登場する人物や道具の中には明らかに時代考証に反しているものも多く（例：正義の味方達の登場と名乗りのシーンを映すカラーテレビ、登場人物が「セキュリティ」「サクセスストーリー」等の英単語を話す等）、時代劇の看板はあくまで基礎となる世界観を示しているにすぎない。
企画・プロデュースはAndy山本。
本作のタイトルロゴは、かつて常陸・奥久慈にあった酒造店で造られ、同店の廃業後に茨城県常陸太田市の酒造メーカー「岡部合名会社」によって復刻生産されている、実在する同名の清酒のロゴを許可を得た上で使用している。
2011年、豊丸産業からパチンコ台『CR悪代官』が発表される。

## 他作品とのキャラリンク
- タイトーのPSPソフト『大江戸千両箱』の一部のミニゲームに『悪代官』の石川五右衛門や『悪代官2-妄想伝-』の旗本退屈男、願仏が登場している。
- 2008年4月10日にグローバル・A・エンタテインメントから発売されたニンテンドーDSソフト『学研M文庫presents ものしり江戸名人』に、『悪代官3』の柳生十兵衛、森の石松、一心太助等の正義の味方が講師役で登場する。

## シリーズ作品
悪代官（PlayStation 2）
2002年8月8日発売。フィールドは見下ろし式である。罠はステージ開始前に、制限時間内にあらかじめ設置する方式である。ステージによって、フィールド構成が変わる。
ストーリーは序盤こそ悪代官と商人の悪巧みで進行するが、中盤からエジプトへ財宝を探しに行くという時代劇らしからぬ展開を見せ、その過程も荒唐無稽極まりない内容になっている。更に最終ステージでは急展開を見せる。全15ステージ。
悪代官2〜妄想伝〜（PlayStation 2）
2003年7月31日発売。前作から40年後の話である。基本的なシステムは前作同様。前作に比べてCGのクオリティが上昇しており、口パクが可能となった。
ステージ数は前作よりやや少なめだが、それぞれ三段階の難易度を選べ、難易度ごとに敵の強さや得られるアイテムが異なる。早い段階で倒幕という最終目的が見え、最後までその調子で進んで行く。しかし潜水艦で竜宮城に激突する、イースター島でモアイと戦う、急にクイズ$ミリオネア風のクイズ番組が始まる、死者を生き返らせるために向かった地獄で閻魔大王を倒す、果ては巨大ロボットや宇宙戦艦まで入り混じる戦いへと発展して行くという、前作以上に荒唐無稽で破天荒なストーリーとなっている。
悪代官漫遊記（PlayStation Portable）
2006年11月30日発売。悪太郎、悪二郎、悪三郎、悪四郎の4兄弟が立派な悪代官になるべく悪事を競ういただきストリート風のボードゲーム。
悪代官漫遊記 正義の刃（PlayStation Portable）
2007年2月22日発売。『漫遊記』の姉妹編で、今度は正義の味方になって悪代官や悪党を懲らしめる。
悪代官3（PlayStation 2）
2007年3月1日発売。シリーズ随一の人気を誇る。見下ろし式の前作から、完全な3Dカメラワークになり、グラフィックが格段に進化。システムも変更がなされている。前二作とは異なり、舞台は全て悪代官の屋敷である。罠の設置や発動はリアルタイムかつどこでも発動可能。それにより、前作までは正義の味方が現れる前に罠を仕掛ける準備時間が設けられていたが、今作はステージ開始と同時に正義の味方が現れる為、戦いながら状況に応じた罠を設置することになる。これらに加え返り討ち中もイベントが発生する為、前二作よりもアクション性が高く、全体的に影牢に近い操作となった。なお、罠の強化は不可能になり、ステージ中の隠しアイテムも存在しない。
今作はマルチシナリオ、マルチエンディングを採用しており、途中の密談で選んだ選択肢によってシナリオが分岐する。それぞれのシナリオでは全く別の物語が展開され、登場する正義の味方も異なる。また、前2作で登場した正義の味方が再登場している。福本清三が「用心棒の先生」として出演。ゲームオーバー時の語りとして居島一平が、挿絵をほりのぶゆきが担当している。更に、今作から予算が下りたのか、実写ムービーではいつもの部屋のみならず江戸の町も登場する。江戸の町のロケは日光江戸村で行なわれた。
マルチシナリオである為、様々なストーリーが展開される。単純に荒唐無稽さで言えば前作程ではないが、パロディには更に磨きが掛かっている。物語も国家転覆、親子愛、夫婦喧嘩、商人や用心棒の裏切り、ファンタジー要素など、多種多様なものが用意されており、悪代官が改心したり楽屋オチなど今までに無い結末も存在する。

## システム
準備
『1』、『2』に登場するシステム。正義の味方が現れるまでの間に、ステージ内に罠、用心棒を配置する。罠と用心棒は、設置上限に達するか、資金が尽きるまでいくらでも設置が可能である。ステージを罠で埋め尽くす事も可能で、長い連鎖を狙うなら相応の準備をする必要がある。準備完了後に時間が余っている場合は「帯回し」を選択する事でスキップが可能（正義の味方が現れるまで帯び回しで暇を潰すという意味）。
返り討ち
悪代官を退治しに来た正義の味方を返り討ちにするシーン。正義の味方は「精神力」を保持しており、これが高ければ高いほど罠の回避率が上昇する。従って、罠を当てる為には精神力を下げる必要がある。精神力は用心棒を嗾けるか悪代官を追跡させる事で減少させる事が可能。用心棒、罠、武器を駆使し、正義の味方を倒せばクリアとなる。『2』では倒した敵がアイテムを落とす他、ステージ内にも隠しアイテムが存在し、それらを集める楽しみもある。
『3』ではシステムが大幅に変更されており、罠の設置、発動がいつでもどこでも可能である。従って準備フェイズは存在しない。ただし設置してから発動可能になるまでには罠ごとの時間が掛かり、更に一部屋ごとに一度に3つまでしか設置する事が出来ない。戦略と同時に状況の判断が求められる。用心棒は一つの部屋に一度に5人まで呼び出す事が可能で、たとえやられても資金のある限り何人でも呼び出す事が出来る。
罠
正義の味方への主な攻撃方法。通過等で自動的に発動するものや、スイッチで敵に踏ませるか自身で踏んで発動させるものがある（3では全て自分で発動）。燭台、落とし穴、岩、火炎放射器、爆薬、大砲、跳ね板、虎鋏、撞木、ダミー人形、肥溜め、小便小僧、転送装置、ビーム砲、宇宙戦艦の援護射撃など、体力ダメージ・精神力ダメージ・効果範囲が異なる多種多様なものが揃っている。精神力が多く残っている相手には通用しない。悪代官や用心棒にも当たるので発動する際には注意が必要。『2』では使用済みの罠を復活させるアイテムも存在する。
種類は主にダメージを与える殺傷タイプ、その場に留める拘束タイプが存在する。他にも点火するものや毒などのステータス異常を与える物もある。殺傷系の罠は一定方向に敵を吹き飛ばすので、これを利用して連鎖を稼ぐ事が可能。
『3』ではこれ以外に「屈辱系」という種類が登場。これらはダメージこそほとんど、あるいは全く与える事は出来ないが、敵に屈辱を与える事が出来る。屈辱を受け続けた敵は心が折れ、撤退、自害、又は降伏する事で残り体力に関係無く倒す事が出来る。また一部の正義の味方には、心が折れたあと、用心棒として雇ってほしいと言ってくる者も存在する。
なお、『3』では正義の味方がそれぞれ「耐性」を持っており、その耐性を持つ属性の罠で攻撃すると無条件で回避されてしまう。更に回避した正義の味方は離れた位置へ瞬間移動してしまう。この為、折角の連鎖がかわされて途切れてしまう事が多々あり、一筋縄ではいかなくなった。
用心棒
正義の味方と戦わせる為に雇われた悪代官側の戦闘員たち。彼等に指令を出し戦わせる事で正義の味方の精神力を減少させる事が出来る。基本的にやられ役だが、ゲーム序盤に登場する弱い正義の味方やそのお供などが相手なら、数十人の用心棒に四方八方から攻撃させることで罠や武器を使わずとも倒すこともできる。
用心棒には家臣系、浪人系、折助系、力士系、剣豪系、忍者系、槍使い系などが存在し、体力・攻撃力・移動速度・逃亡の有無・罠の回避能力の有無・遠距離攻撃の有無等の性能が異なる。
また、倒された用心棒は雇用費の一部を落とす（既にいくらか使ったらしく、全額ではない）。これを回収すればステージ終了後の賄賂金が増加するほか、『3』では罠の設置費・用心棒の雇用費として返り討ち中に再び使用することができる。
『2』では悪代官の体力を消費し、倒された用心棒を復活させるアイテムも存在する。家臣のみ悪代官に追随、他の用心棒は配置された場所に待機し、どちらも敵が近付くと戦いを挑む。用心棒の中には、攻撃を受けると逃げまどう者も存在する（この際、プレイヤーが仕掛けた罠に勝手に引っ掛かって台無しにされる事もある）。
『3』では必要に応じて呼び出す。行動可能範囲は呼び出された部屋のみであり、他の部屋ではまた改めて呼び出す必要がある。基本的に悪代官に追随し、敵が部屋に入ってくると戦いを挑む。また、前述の通り敵を用心棒に雇う事も可能であり、種類が大幅に増えた。中には弱い正義の味方なら一人で倒してしまう用心棒も存在する。しかし、契約費・雇用費が法外に高いうえ、敵として登場した時と比べてかなり体力が低い。
アイテム
悪代官自身が装備する武器やアイテム。武器は悪代官自身の攻撃の際に使用する。武器による攻撃は正義の味方の精神力が高い状態でも当てることができる。初期状態では素手や一般的な刀など貧弱な装備だが、大金を払う事で、罠無しで正義の味方と渡り合える武器も開発できる。刀剣類を始め、銃器、爆弾類、発煙筒、まきびし、手裏剣、火炎瓶、ボウガン、ビームライフルなどの様々な武器が存在する。遠距離武器は使用回数が限られていることが多い。『3』では屈辱系の武器も存在し、ピコピコハンマーや豆鉄砲、罵倒用語集（挑発）などが存在する。効果は前述の罠と同じ。
『2』には装備用アイテムも存在し、悪代官の性能を向上させるなどの効果がある。
連鎖
コンボのこと。正義の味方にダメージを与えた後、追加の攻撃をしなかった場合、一定時間経過後、与えたダメージの一部が回復してしまう。しかし連鎖を決めることで、体力を回復させずに次のダメージを与えることができる。連鎖の条件は正義の味方を罠にかけてから一定時間以内に次の罠にかけることと連鎖中に新たにかけようとする罠が存在しないことである。
『3』では足止め系の罠や毒以外のステータス異常にかける、または連鎖数を多く稼ぐことで連鎖終了までの時間を延長させることができる。
地獄
正義の味方にトドメをさした際、それまで続いていた連鎖内の罠に応じた「地獄」が判定される。その中に悪代官自身の攻撃(悪代官地獄)が含まれていた場合、クリア後の賄賂金に特別賞与(ボーナス)が追加される。全ての罠に（『3』では部屋固有の罠も）それぞれ地獄が設定されているが、その名称にもネタが盛り込まれている。
『3』では最後に倒したボス格の敵のみ地獄判定がされるようになった。
持病
『3』に登場するシステム。悪代官は持病を患っており、走り続けると心臓に負担が掛かる。現在の状態は画面上部の顔アイコンで判別でき、負担が大きくなるほど苦しそうな表情になっていく。負担が最大値まで達すると息切れを起こして一定時間動けなくなってしまう。ゆっくり歩いているときや立ち止まっている間は徐々に回復していく。
この設定はオプション画面で変更可能で、持病の無い健康な状態でプレイする事も可能。ただし、ステージクリア時の評価にも影響してしまう。
大団円
悪代官が倒されるとハッピーエンドとなり、正義の味方の顛末が挿絵付きで語られる。しかしプレイヤーにとってはただのゲームオーバーである。全ての正義の味方に固有のエンディングが用意されており、全体的にネタとパロディに満ちている。
『2』ではコンティニューも選択可能。
格付け
所謂、称号。『1』及び『2』では星無しから星五個まで、『3』では星無しから星十個までで評価される。ステージクリア時の評価によって多種多様な格付けが成される。単純に評価点のみで判定される事もあれば、ステージ内での悪代官の行動や使用した罠など様々な要因が影響する事もある。非常に種類が豊富であり、コンプリートはなかなか困難である。クリア時は勿論、敗北時の格付けすら何種類も用意されている。
『2』ではここで得られる星の総数が一定数以上に達していないと、高難易度のステージを選択できない仕様になっている。
『3』では特定の格付けを取得することが開発の条件となっている罠も存在する。
強化
『2』に登場するシステム。罠や用心棒を強化する事が出来る。強化にはステージ中や購入によって得られる軍配やネジが必要。
屋敷の増築
『3』に登場するシステム。『3』は全て悪代官の屋敷が舞台である為、開発費を払うことによって部屋の増築が可能である。草庵、大浴場、拷問部屋など様々な部屋が増築可能であり、中には明らかに時代構成を無視した部屋も存在する（現代風の部屋やSF的な研究室など。大浴場に至ってはシャワー付きである）。
増築した部屋は単純にフィールドを広げるだけでなく、部屋ごとに固有の罠が存在する場合が多い。悪代官がわざわざ罠を設置せずとも特定の条件下で発動する罠や、敵を放り込む事で発動する素敵（恵比寿屋談）がある。特に後者は雪隠流し、石抱、木馬責め、2階から放り投げるなど、発動すれば問答無用で敵を即死させる効果を持つ。
賄賂金
ステージクリアや敗北の後に悪徳商人からもらえるお金。新たな武器、罠、用心棒、道具類の購入や部屋の増築のための資金となる。『1』の場合は「(ステージで使用できる軍資金－使った金額)÷20＋ステージで拾った小判の枚数×50＋設置した罠の数×10＋雇った用心棒の数×20＋悪代官がとどめをさしたボス格の正義の味方の数×3000」にステージ数をかけたものが賄賂金となる。なお敗北した場合はその額の4分の1がもらえる。つまり、安い罠と用心棒を大量に設置し、用心棒が死亡した時に発生する雇用費の一部である小判をすべて回収し、かつ正義の味方に悪代官がとどめをさすことでもらえる額を最大化することができる。よって『1』では最大連鎖数や格付けの評価等は賄賂金の額にまったく影響しない。『2』及び『3』では計算式は不明であるが、最大連鎖数等の成績も賄賂金の額に影響するものと思われる。『1』及び『3』では、再プレイするステージの場合、各ステージの過去最高取得金額を再プレイの際の金額が上回った分だけ賄賂金を獲得できる。『2』ではプレイするたびに全額獲得できるが、その代わりに比較的少額になっている。
軍資金
ステージ中で、罠の設置や用心棒の雇用ために使うためのお金。コンティニューをしたり、新たにステージを始める度に全回復する。『3』では前述の通り、倒された用心棒が落とした小判を拾うことで、その時点で軍資金がわずかに充当される。

状態異常
罠の効果や悪代官、用心棒、正義の味方の攻撃により人間に発生する不利な状態変化のこと。いずれも時間経過によって回復する。
- 炎上-徐々に体力が減少する。炎上状態の人物に触れた人や火薬系の罠にも燃え移る。『1』及び『3』では悪代官以外の人物が炎上した場合、火を消そうとして走り回り、火が消えるまで通常行動がとれなくなる。
- 氷結-移動速度が大幅に低下し、回避や追尾が困難になる。
- 被毒-『2』では攻撃力が大幅に低下し、戦闘が困難になる。『3』では体力が徐々に減少する。
- 水中-陸上に上るまで徐々に体力が低下する。炎上中に水中に入った場合は即、消火される。
- 混乱-攻撃不可、勝手に移動をしてしまう。

一子相伝
『2』に登場するシステム。『1』のセーブデータを引き継ぐことによって、武器、罠、用心棒、開発資金、軍配、ネジが獲得できる。なお、ここで獲得できる武器、罠、用心棒は「一子相伝」を行わなくとも一定のプレイ時間に達することで購入できるようになる。

## ミニゲーム
ザ・おび回し
『1』、『2』、『3』に登場。制限時間以内に娘の着物の帯を巻き取るというもの。作品によって仕様が異なる。
ザ・天井突き
『1』に登場。制限時間以内に天井裏(16マス)を移動する曲者を三回槍で突けばクリア。短時間でクリアするほど賞金アップ。
ザ・乱心斬り
『1』に登場。江戸城松の廊下を走りながら、無抵抗で突っ込んでくる幕閣・大名を斬りまくるゲーム。ゴールするまでに基準以上の人数を斬るほど賞金アップ。
問答百万石
『2』に登場。クイズ$ミリオネア風のクイズゲーム。15問正答するとクリア。誤答するたびに体力(ハート)が一つ減り、体力がなくなるとゲームオーバー。「五分五分」、「確率」、「体力回復」の三つのお助け機能があるが、一回使用するたびに獲得賞金が半分になってしまう。
くの一取り調べ
『2』、『3』に登場。『2』は特殊な神経衰弱風のゲームで、当時インターネット上で人気を集めていた愛生会病院公式サイトのオマージュが随所に見られる。『3』はくの一・あざみの腋を羽でくすぐるゲームで、クリアするとあざみを用心棒として雇うことができるようになる。
願仏射撃(木動仏像伝願仏　めぐりあっちゃったお宇宙)
『2』に登場。ガンダム風の木動仏像・願仏に乗り込み農民たちの宇宙一揆を制圧する、ファミコン風の縦シューティングゲーム。中ボスを倒すと、巨大な鎧と合体してパワーアップする。大ボスを倒すとクリア。
清三がゆく
『3』に登場。先生を操作し、制限時間以内に無限に出現する岡っ引きを斬りまくるゲーム。先生の体力を保ちつつ、より多くの敵を斬ると賞金アップ。
負けるな恵比寿屋
『3』に登場。恵比寿屋金蔵を操作し、徐々に増える岡っ引きたちの攻撃を避けつつ、井戸の上から丁稚が投げる金を走って拾うゲーム。丁稚は小判・大判・千両箱・鉄アレイ・爆弾を投げる。岡っ引きの攻撃を受けるか、爆弾に当たるとゲームオーバー。より多くの金を拾うほど賞金アップ。

## ルート分岐（『悪代官3』）
Aルート
Bルートクリア後に分岐可能。「スタイリッシュな悪」として様々なビジネスを展開するが、いずれも裏目に出て正義の味方に襲われる事となる。最終ボスは伝説の勇者と伝説の女魔道士。最後に戦う敵の関係で、エンディングはテロップのみで済まされるという異質なものとなっている。
Bルート
国家転覆を企て、幕府に戦いを挑むルート。比較的本作中では時代劇に適った内容である。最終ボスは暴れん坊将軍こと徳川吉宗。
Cルート
悪代官と娘のおゆうを主軸としたルート。仲違いした二人が対立する様を描くが、最終ステージは燃える屋敷からおゆうを救出するミッションとなっている。
Dルート
Cルートクリア後に分岐可能。Cルートとは違って悪代官とおゆうは仲睦まじいままだが、それが原因で新たな騒動が巻き起こる。最終ボスはお千。
Eルート
A～Dの全てのルートをクリア後、条件を満たすことでプレイ可能になるルートで、ステージは一種類のみ。「イナズマ帝国」を相手に悪代官が最後の戦いを繰り広げる。

## 主な登場人物

### 悪代官
本シリーズの主人公。悪徳商人とともに悪行三昧を尽くす代官。彼らを倒そうと近づく役人や正義の味方を、自身の武器と部下、商人の作った罠で撃退していく。一応、作品毎に主人公が変わっているが、容姿や人格は同じである。
悪代官らしく「山吹色のお菓子」や「帯回し」が大好きだが、実際は極悪人という程でもなく、倒した正義の味方に祈りを捧げようと考えたり、将軍の座に就いた時には「不況の無い国にする」と発言し（『1』）、黒船との折衝を任された時には「今後平和的な貿易関係が結べるように務めて見せよう」と真面目に責務を果たそうとしていたり、ペリーの遣いを殺した商人に「日本を潰す気か!」と激怒して手射ちにしようとするなど常識人らしい一面も持つ（『2』）。また、娘を助ける為に燃え盛る屋敷に単身飛び込んだり、「正義が存在する為に悪が存在する」と考えていたり、展開によっては改心する（三作目）などから判るように、根はいい人である。
悪徳商人とのやり取りでも茶目っ気のあるところがあり、しょっちゅう商人の不手際でわざわざ正義の味方と戦わなければならないことや、正義の味方が引き起こす訳の分からない不条理に振り回されたりなど、苦労人なところもある（むしろ自ら悪行を行って襲われる事などほとんど無い）。
腹黒主水之助助兵衛（はらぐろもんどのすけすけべえ）：千本松喜兵衛
『1』、『3』、『CR』の主人公。毎回名前と人格と性格は同じだが、設定は異なる。
『1』では武蔵野国代官。40歳。成人後、掃除之者頭、馬爪髪役、大坂破損奉行と賄賂にものをいわせて出世し、現職に至る。悪代官ではあるが、実際は悪徳商人の大黒屋に振り回されている。次々と降りかかる火の粉(正義の味方)を払っていた結果、幕府によって破防法が適用されてしまい、暗殺部隊が差し向けられる中、エジプトに天下をとれる秘術を探しに行く羽目になる。しかし徒労に終わり、壮絶な旅の末に帰国。それから間もなく、実は将軍家の遠縁であった事が明かされ、同時に将軍が薨去してかつ跡継ぎがいなかった為に唐突に将軍の座に就く事になる。そして言いがかり(金に物を言わせた将軍家のDNA改竄)をつけてきた水戸黄門を返り討ちにし、遂に将軍として日本を治める時が来たと思いきや、無限とも思える襖の連続に力尽きてしまう。しかし、実はこの後、理力によって正義に目覚めていた事が『2』で明らかになる。
『3』では妻子持ち。商人恵比寿屋と組み、プレイヤーの選択次第で様々な物語を歩む。一作目の主人公と同じ名前だが別人の可能性が高い。
羽流内匠頭助兵衛（わるたくみのかみすけべえ）：千本松喜兵衛
『2』の主人公。幕府より黒船との折衝を任されるが、弁天堂の身勝手な行動で失敗。罰として西南戦争に駆り出されてしまうも、弁天堂の入れ知恵で西郷軍の兵器を奪い、幕府を倒して天下を取るべく行動を開始する。
実は『1』の主人公の腹黒主水之介助兵衛の実の息子である。『1』の物語の後、悪の英雄であった腹黒主水之介助兵衛は理力によって正義に目覚めるが、それを快く思わない大黒屋によって生後間もない息子は拉致され、羽流家の養子として新たな悪の英雄となるべく育てられた。その結果、新たな悪代官・羽流内匠頭助兵衛が誕生する事になった。
黒い月にて腹黒主水之介助兵衛と対峙し、正義の道へと誘われるが「煩悩こそ生き甲斐」としてこれを拒否。死闘の末、父を打ち破った。しかしその後、迎えに来た筈の美丁亜丸に弁天堂共々置き去りにされてしまった。

### 悪徳商人
悪代官に賄賂を渡したり、武器・罠開発を行う商人。正義の味方と相手をする悪代官に対してアドバイスも行う。
作中では企業グループの経営者であり、携帯電話を持ち歩いている。より儲けを得ようとして行った開発や商売の失敗が原因で、または悪代官以上の悪行を平気で行った事によって、悪代官がとばっちりを食うトラブルメーカーでもある。その際はよく悪代官に刀を向けられる。
大黒屋金次（だいこくや きんじ）：吉川一矢
『1』に登場。大黒屋第十三代支配役。丁稚から出世し、大黒屋を大きく成長させる。常に営業スマイルを絶やさないが極悪人である。より多くの儲けを得ようとした結果、地上げ、反対派住民の島流し、殺人、違法登録、吉原騒乱罪、違法建築物の建造、大仏の無断改造、エジプト王家の墓荒らし、住居不法侵入及び不法占拠等様々な事件を起こす。作中での悪事のほぼ全てが大黒屋によるものであり、代官はとばっちりを受ける一方である。通信教育を受けているが、第四級陰陽師の資格を取ったり、真剣白羽取りを成功させたりなど、凄まじい技術を会得する。
腹黒主水之介助兵衛が正義に目覚めた後は、その息子を誘拐し、羽流家の養子にして新たな悪代官「羽流内匠頭助兵衛」として育てさせた。40年後が舞台である『2』では既に故人。
弁天堂菊蔵（べんてんどう きくぞう）：吉川則男（現・吉川拳生）
『2』に登場。危険な香り漂うナイスミドル。幼くして大黒屋に丁稚として弟子入りし、一人前の悪徳商人に育てられた。師である大黒屋以上の悪人であり、気に入らない者は容赦無く抹殺する（挙句の果てにペリーの使者まで抹殺してしまったため、それが原因で日本とアメリカの国交は断絶する事になる）。マグナム44やトミーガンを愛用するガンマニアで、マグナム44を片手で撃つ事が可能。代官に対しても陰口を叩いたり時折タメ口になる事もある。
一応、設定では大手企業大黒屋の社員だったが、38歳の時に社内ベンチャー制度に応募して弁天堂を立ち上げ、CEOに就任したということになっている。大黒屋亡き後、悪徳商人として結託しつつ羽流内匠頭助兵衛を守っていた（その割には彼を危険な目にばかり遭わせていたが）。
恵比寿屋金蔵（えびすや きんぞう）：プチ鹿島
『3』に登場。自らの活動を「コバンザメ活動」と称しており、虎の威を借る狐に徹している小悪党。他の二人ほどの過激さは見受けられないものの、幅広く事業を展開しており、人体改造などの非道な行為にも手を染め、場合によっては悪代官すら裏切るなど、過去の商人にも劣らぬ悪人ぶりを見せる。
システムの変更上、今作ではゲーム内にも積極的に登場する。返り討ち中にもアドバイスを行い、ミニゲームでは操作キャラになる事もある。
『CR悪代官』にも悪徳商人として登場するが、役者が弁天堂を演じていた吉川拳生に変更されており、設定や性格も弁天堂に準じたものとなっている（通信教育が趣味という大黒屋の設定も受け継いでいる）。

### 忍者
目舘杉蔵（めだちすぎぞう）：柴崎蛾王
『2』に登場する忍者。幕府の隠密で、悪代官を探っている。しかし悪代官や商人にとってはそばに置いておかないと落ち着かない置物程度にしか思われておらず、どんなに目立つ事をしてもほとんど気にされていない。終盤で正体を明かすまで、悪代官等とまともに言葉を交わした事も無かった。
『CR悪代官』にも登場している。
久野市しのぶ（くのいちしのぶ）：坂巻佑 / （ドラマCD）友永朱音
『2』に登場する忍者。悪代官の身辺を調査していたが運悪く捕まり、取調べを受けてしまう。問答百万石の際はなぜか弁天堂のアシスタントを務めている。
あざみ：浜本郁香
『3』に登場する忍者。悪代官とその一味を抹殺する為に何者かに雇われた。気の荒いくのいち集団（ほとんどレディース）を率いる。しかし悪代官に敗れ、内容は全く異なるが久野市しのぶ同様取調べを受けてしまう。その後は用心棒として雇うこともできる。
『CR悪代官』には相沢まき演じる別のくの一が登場している。

### 部下
家臣
『1』、『2』に登場。実写ムービーには登場しない。リストラに怯えながら刀の錆になっていく、仕える相手を間違えた可哀想な男達。戦闘要員の他、罠や用心棒配置の役割も担っていたが、『3』には登場しなかった。
『2』では正義の味方の襲来を悪代官に知らせる役目でもあるが、その間に悪代官がやっている帯回しが次第にエスカレートしていく様子（途中からキャバクラやイメクラ、SMプレイなどに変わり、帯回しですら無くなる）に呆れの表情を見せる。
お町（おまち）：永木貴代子
『2』に登場。弁天堂が組織した西江戸連邦軍の軍人で、第四補給部隊補給船美丁亜（）丸船長。階級は中尉。白基地丸の修理の最中に黒い三弁慶の強襲を受け、死亡してしまう。
その後は展開次第で地獄に救出に向かう事となり、その場合はエンディングで復活し美丁亜丸に乗って登場する。
オペレーター：坂巻佑
願仏に乗り込んだ悪代官を支援する通信オペレーター。しかし悪代官の操縦の腕前を信用していないらしく、「あなたなら出来る…わ」と目を背けて言った。しかも任務達成後は悪代官に「コンビニで買い物して来て」と頼んでいる。
先生：福本清三
『3』に登場。悪代官を捨て身で守る筆頭用心棒ながら、時給は50文と極めて薄給で粗末な扱いを受けている。戦闘力は相当のもので、ミニゲームではたった一人で何十人もの岡っ引きを倒している。しかし斬られ役という立場上、本編中に活躍は出来ない。
展開によっては悪代官を裏切り、強力な敵として立ちはだかることもあるが、気力はゼロなので罠だけで十分対抗出来る。
『CR悪代官』にも登場。
丁稚：バカ野坂
『3』に登場。恵比寿屋の一声でどこからでも現れ、奇声を上げて雑務をこなす奉公人。用心棒としても雇えるが、戦闘力は皆無。専ら、倒された時に多くの小判を落とす役割である（金の使い方を知らない為、賃金をほとんど持ち歩いている為との事）。
恵比寿屋への不満が鬱積しており、ミニゲームでは恵比寿屋の金をばら撒くという行為に走った。

### その他
将軍：千本松喜兵衛
『2』に登場。その正体は『1』の主人公である腹黒主水之助助兵衛であり、『2』の主人公の羽流内匠頭助兵衛の実の父。『1』の戦いの後、将軍の座に就いた直後に不幸な事故によって他界したかに思われていたが、理力の力で正義に目覚め、良き将軍として日本を統治していた。
成長した息子を正義の道へと誘うが、悪の英雄として育った息子はそれを拒否。黒い月にて雌雄を決した。
おゆう：稲村優奈
『3』に登場。悪代官の一人娘。両親に全く似ていない。無邪気過ぎる天然娘。父には悪行をやめて欲しいと思っている。名前は演じている稲村優奈から。
Cシナリオの最終ステージは燃え盛る屋敷から彼女を救い出すのが目的となる。従って倒すべき正義の味方は存在しない。
条件を満たせば用心棒として呼び出す事も可能。しかし応援するだけで当然戦闘力は皆無。
『CR悪代官』では設定が変更されており、悪代官の娘の「姫」（役・森川ゆきえ）が登場する。
お千：千本松喜兵衛
『3』に登場。悪代官の妻。女装した千本松喜兵衛の一人二役だが、女性声優がアテレコしている為、その巨体からは想像もつかない声で話す。明太子やダンプカーみたいと評される。おゆうを悪代官から取り戻す為にあざみ等を嗾けたり、恵比寿屋を裏切らせたりしたが全て失敗に終わり、自ら屋敷に攻め込んで来た。名前は千本松喜兵衛から。
戦闘時には罠発動装置「ワナワナ君」を奪っている為、罠を駆使して攻撃して来る。こちらは罠を使用出来ず、通常攻撃と用心棒のみで戦う事となる。その代わりひみつ道具の無限ハチマキにより、武器の使用回数が無限となっている。
おふじ：藤森ゆき奈
『3』に登場。貧乏長屋に住む江戸のマドンナ（死語）。病気のお父っつぁんを看病しながら、筵売りで生計を立てる薄幸娘。名前は演じている藤森ゆき奈から。
遠山の金さんに助けられるが、その金さんが討たれた後は借金のかたに連れ去られ、悪代官に散々帯を回され、挙句用心棒にまで仕立て上げられてしまう。
戦闘力は皆無でただ逃げ回って斬られるだけだが、体力は異様に高い。
『CR悪代官』では彼女に該当するキャラとして吉川さおり演じる町娘が登場している。
お父っつぁん：阿曽山大噴火
『3』に登場。おふじの父で病に臥せっている。得意技は家賃滞納。かつては裁きは必ず傍聴するお白州フリークであった（演じている阿曽山大噴火が「裁判ウォッチャー」である為）。
寿司屋：KOI2（小泉敬資）
『2』に登場。悪代官に寿司を届けに来た寿司屋。完全防護設計の部屋に普通に入ってきた。KOI2はその直前のシーンで弁天堂に殺害される森の石松も演じている。
謎の清国人：KOI2
『3』に登場。古典的な中国人のイメージの姿をしている。
大和屋：ジェットボーイ森井（『悪代官3』の監督、シナリオライター）
『3』に登場。恵比寿屋の商売敵で、徒手空拳のみで先生を倒す実力の持ち主。
平賀源内
『1』に登場。発明家。開発費を支払う事で、新たな罠、武器、用心棒を開発してくれる。
北方堂
『1』に登場。大黒屋の子会社。開発済みの罠、武器、用心棒の装備を手伝う。
町娘：モリガン長田、菅谷あゆむ、吉池マリア（いずれも週刊ファミ通編集部）
『1』に登場。
通行人：だるまん（週刊ファミ通編集部）、浅賀康弘、寺澤耕一
『1』に登場。
間者：笹野恵一
『1』に登場。
語り：居島一平
『3』に登場。ナレーションのほかテレビニュース内のアナウンサーとしても顔出して出演。

### 正義の味方

#### 悪代官（1作目）
- 柳生十兵衛
- 神田三河町の半七
- 大岡越前
  - 部下
- 遠山の金さん
- くの一姉妹五人 - 大黒屋が代官への資金援助額を増やす目的で行った地上げと再開発により住んでいた甲賀忍者の隠れ里が奪われたため、その恨みから「施工主[3]として我らの里を侵し、大鷹の生息地を脅かし、万博会場予定地を開き、無駄なダム工事を行おうとした」として代官に襲い掛かって来る。
- 長谷川平蔵
  - 部下
- 石川五右衛門
- 新撰組
  - 近藤勇
  - 土方歳三
  - 沖田総司
  - 隊士
- 安倍晴明 - 遠距離攻撃可。
  - 式神 - 晴明が発射した飛び道具が実体化し、晴明の分身となったもの。
- 服部半蔵
  - 忍者
- 天草四郎 - 遠距離攻撃可。
  - ゾンビ - 四郎に倒された用心棒が一定確率でゾンビ化したもの。
- 雷電
  - 力士
- ツタン仮面 - 代官の家臣がツタンカーメンのマスクをかぶってしまい、呪われたもの。遠距離攻撃可。
  - ミイラ
- 赤穂浪士 - 吉良上野介を討ち取るべく吉良邸討ち入りを行うが、既に吉良邸は代官たちによって占拠されていたため[4]、なし崩し的に襲い掛かってくる。
  - 大石内蔵助
  - 浪士
- 水戸黄門 - ラストボス。将軍の座に就こうとした代官に対し「金の力で将軍家のDNAに自分の遺伝子を混ぜ、御落胤と称して内府に入り込み将軍家を乗っ取ろうとした」として襲い掛かって来る。
  - 佐々木助三郎
  - 渥美格之進

#### 悪代官2
- 旗本退屈男
- 鼠小僧
- 清水次郎長 - 森の石松は弁天堂に射殺されている為、今作では登場せず。
  - 大政
  - 小政
- ペリー - 体力減で対用心棒バズーカ発射。
- 西郷隆盛
  - ツン
- 乙姫
- モアイ - 体力減で対用心棒イオンリング発射。
- 宮本武蔵
  - 佐々木小次郎
  - 宍戸梅軒
- 弁慶 - 運慶、快慶と共に「黒い三弁慶」と称され登場するが、史実では彼らに接点はない。
  - 運慶
  - 快慶
- 閻魔大王
  - 赤鬼 - 閻魔大王を倒すまで無限に出現する。
  - 青鬼 - 同上。
- 将軍 - 前作の悪代官である腹黒主水之助助兵衛。理力により正義に目覚めた為、主人公と敵対する。自走式爆弾、地雷、火炎放射使用。

#### 悪代官3
- 一心太助
  - 農民
- 神田三河町の半七
  - 御用聞
- 遠山の金さん
- 長谷川平蔵
  - 火付盗賊改同心
- 鼠小僧 - 鼠小僧一味のリーダー。拳銃による遠距離攻撃可。ダメージ蓄積で逃亡開始。
  - 日本左衛門 - 鼠小僧の一味として登場。拳銃による遠距離攻撃可。
  - 石川五右衛門 - 鼠小僧の一味として登場。初期状態では、登場位置で待機。ダメージ蓄積で代官をターゲットに接近。
- 清水次郎長
  - 森の石松
  - 大政
  - 小政
- 旗本退屈男
- 松平長七郎
- 天草四郎 -光弾による遠距離攻撃可。
- 勇者希望の少年 - 典型的なRPGの主人公的少年。世界を救うという妄想に取りつかれ冒険している。本名は音吉。少女が倒されると逃亡開始。
  - 魔法少女 - 同じくRPGのヒロイン的な少女。勇者希望の少年の妄想に洗脳されている。魔法による回復及び遠距離攻撃可。本名はおよね。少年が倒されると逃亡開始。
- 柳生兵庫助
  - 柳生十兵衛
  - 柳生新陰流刺客
- 座頭市 -初期状態から逃亡開始。逃亡完了でプレイヤー敗北。ダメージ蓄積で代官をターゲットに接近。
- あざみ
  - くのいち
- 丹下左膳
- 大岡越前
  - 奉行所同心
- 上様 - 犬の顔で登場する。
  - 仙道 - 同上。
  - たぬき - 狸の顔で登場する。遠距離攻撃可。
- 新撰組
  - 近藤勇
  - 土方歳三
  - 沖田総司
  - 隊士
- 赤穂浪士 - 忠臣蔵討ち入り前のリハーサルということで浪士全員と戦うことになる。
  - 大石内蔵助
  - 堀部安兵衛
  - 浪士
- 水戸黄門 - 三人健在のまま一定時間経過すると印籠による即死攻撃を放つ。
  - 佐々木助三郎
  - 渥美格之進
- 大神天魔 - 当作では元兵器学者という設定。D-56が先に倒されると逃亡開始。
  - D-56 - 大神天魔が製作したロボット。追尾ミサイルによる遠距離攻撃可。初期状態では登場位置で待機。拝が先に倒されると代官をターゲットに接近開始。
- 宮本武蔵
  - 佐々木小次郎
- 卑弥呼 -　卑弥呼を名乗るカルト教団の教祖。光弾による遠距離攻撃可。ダメージ蓄積により攻撃力が一時急上昇するが、時間経過で弱体化。
  - 巫女 - 萌え文化の影響で箒を所持している。
- 春日局
  - 腰元
- 真田藤庵
  - 仙人掌のお竜
  - 火祭の天道 -投げ爆弾による遠距離攻撃可。
- 先生 - 悪代官を裏切った用心棒達。この戦闘では罠のみで戦う事となる。
  - 素浪人
- 伝説の勇者 - Aルート最後の敵。勇者希望の少年がレベルを上げた姿。女魔道師が先に倒されると激怒し、攻撃力が著しく上昇する。
  - 伝説の女魔道師 - 魔法少女がレベルを上げた姿。魔法による遠距離攻撃や回復呪文・召喚術を駆使し、死亡した勇者を蘇生魔法で復活させることがある。
  - 召喚獣 - 女魔道師に召喚された炎を吐く生物。耐久力が低く、一度でも攻撃を受けると消滅。
- 徳川吉宗 - Bルート最後の敵。条件を満たすまで如何なる攻撃も受け付けない。
  - 御庭番
- お千 - Dルート最後の敵。罠攻撃を多用。詳細は前述のその他を参照。
- イナズマ大元帥 - 全ルートを攻略し、かつ条件を満たした場合に登場する本作の最終ボス。「極東の小国を騒がし、許可なく将軍を名乗ろうとする代官に正義の鉄槌を下すため[5]」として、自ら軍を率いて代官の屋敷に攻めてくる。大元帥自身は軍服に大量の勲章を付けてサングラスをかけている恰幅のいい将校で、周囲にミサイルを投下して攻撃する[6]。
  - イナズマ帝国軍（イナズマ司令官、イナズマ突撃兵、イナズマ狙撃兵） - 他と異なり現代的な装備をした軍隊。

## 用語
山吹色のお菓子
悪徳商人から悪代官へと献上される小判。賄賂。主人公である悪代官の大好物。時代劇では菓子箱の底に小判を隠し、その隠語として使用される事が多いが、本シリーズでは普通に箱に入れている。
帯回し
「良いではないか」の掛け声と共に善良な町娘の帯を回す、悪代官特有の行為。主人公はこの行為が大好きで、相当の拘りがある。悪代官曰く、「合意の上の帯回しなど帯回しではない」との事。本作では演出やミニゲームとして登場する。特にミニゲームとしてはシリーズに毎回収録されている（作品によってシステムが違う場合はある）。
いつもの部屋
悪代官と商人が密談を行う部屋。しかしどこに移動しても常にこの部屋が存在するため、悪代官は「なぜここにもいつもの部屋があるのじゃ？」などと口癖のように問う。実際は予算の都合からセットを使い回しているものであるが、それを逆手に取ってギャグにしている。
『1』では大黒屋によって毎回同じ部屋を建造されているという設定で、船や飛行船にも同じ部屋を設置している。しかし他人の屋敷にも同じ部屋があったりする（掛け軸が違うだけ）。
『2』では弁天堂によって頑丈かつどこでも移動可能な部屋が開発される。大型ヘリのようにプロペラがついており、部屋を空輸する。防音、防火、防水、防熱、防弾、あらゆる外部からの攻撃をも寄せ付けない完全防護設計となっている。外壁部には「スーパーGAE耐熱加工」という特殊セラミックタイルが施されており、大気圏突破も可能との事。ただし、戸は普通に開閉する為、頑丈さは全く役に立っていない。
『3』は全て悪代官の屋敷が舞台なのでいつもの部屋に関する言及はない。また、いつもの部屋以外のロケも行われている。
サービス
悪徳商人の大黒屋がよく口にする単語。悪代官にいつでも安心と安らぎを提供するとして、どこにでも同じ部屋を建造する（上記の通り、セットの使い回しをネタにしたもの）。弁天堂は更に「サービス＆セキュリティ」とし、前述の移動式完全防護設計の部屋を開発する。
埃及（エジプト）
時代設定上漢字で表記されているが、悪代官は「ほこりおよ」と読んでしまった。『1』ではエジプトのピラミッドに財宝を探しに行くが、ツタンカーメンの呪いに襲われる事になる。
『1』では何も発見出来なかったが、後に実は財宝が眠っていた事が判明し、毘羅蜜刀（ピラミッド）という武器として登場する。炎を発射する事が出来るが、自分が燃える事も多い。
白基地丸（しろきちまる）
エジプトへ宝探しに向かう為に大黒屋が建造した巨大飛行船。動力は黄泉の力（霊力）であり、使用されているのは天草四郎の霊である。主砲は江戸城を一撃で破壊するほどの威力を誇る。しかし、急な建造だった為に舵を付け忘れてしまい、真っ直ぐにしか飛べない。
『2』では弁天堂によって改修され、宇宙航行や亜空間ワープまで可能となったが、最後は地獄の軍団に撃沈させられた。
『3』では最強の罠として登場する。
理力（りりょく）
全ての命あるもの、水や草、岩に至るまで全てに宿る力。恨み、妬み、やっかみ、誹謗中傷、悪口、陰口、逆ギレといった負のパワーを具現化するものを暗黒理力と呼ぶ。
理力の剣
イースター島に眠っていた、暗黒理力が宿るという光刃の剣。ダークサーベルとも呼ばれる。色は青い。ゲーム中では強力な武器として使用出来る。
木動仏像・願仏（きどうぶつぞう・がんぶつ）
来るべき幕府との決戦に備えて開発された巨大ロボット。2で稼動したが、1にも背景として登場している。悪代官が乗り込み宇宙一揆の鎮圧に成功するが、その直後にほとんど自爆に近い行為で呆気なく大破してしまう。
『3』では白基地丸に次ぐ強力な罠として援護射撃を要請する事が出来る。
新タイプ
特異な能力を持つ人物。劇中では覚醒したのは悪代官のみ。『2』では武蔵達の接近やお町の死を感じ取っていた。『3』でもいつのまにか覚醒しており、おゆうが燃え盛る屋敷に取り残されている事を知る。
黒い月
幕府が日本や外国から名のある大工、技術者を集めて建造した兵器。真の名称は「黒基地丸」。「死の黒月」とも呼ばれる。江戸の空から日本全土を監視し、戦争行為を抑止する。この黒い月が落ちれば日本は戦国時代に突入するらしい。
ワナワナ君
恵比寿屋が開発した罠発生装置。妙ちきりんなデザインで、コントローラーに対応した三つのボタンが付いている。3ではこの装置を使う為、いつでもどこでも罠の設置と発動が可能である。トラブルを持ち込んだ恵比寿屋へのお仕置きにも使われる。
エレキテル
勇者や魔道師が攻撃の際に口にする言葉。平賀源内の摩擦起電器ではない。彼等の造語の為、特に意味は無い。
イナズマ帝国
架空の国で悪代官が将軍を名乗って天下を取ったことに憤慨して攻め込んでくる。カーキ色の軍服を着ており、小銃などの現代的な装備をしている。
なお、独自の言語のイナズマ帝国語を話すが悪代官たちはこれが理解できる。プレイヤーに対しては字幕が表示され、それを見る限り「万歳」が「サンダー」になる模様。
無限はちまき
『3』の第十話で、ワナワナ君を奪われ罠の設置ができなくなった悪代官に恵比寿屋から特別に与えられる道具。武器の弾数制限がなくなり、いくらでも使えるようになる。

## 主題歌
『悪代官3』エンディングテーマ「夜霧の悪代官」
作詞、作曲：畑亜貴 / 編曲：並木晃一 / 唄：友永朱音、Andy山本
『CR悪代官』メインテーマ「悪代官のテーマ」
作詞、作曲：堀内太郎 / 唄：正木はじめ